# Stefano Volpi
Stefano Volpi (Siena, 1585 – aldaar, 1642) ook Stefano Volpe genoemd, was een Italiaanse kunstschilder die actief was in Siena en omgeving in de beginperiode van de barok. Hij schilderde vooral religieuze onderwerpen. Volgens Luigi Lanzi (1732-1810) een Italiaanse kunsthistoricus uit de achttiende eeuw was hij een leerling en medewerker van van Rutilio Manetti. Volgens anderen was hij een leerling van Francesco Vanni en medewerker van Manetti. In Siena schilderde hij voor de Santi Quirico e Giulitta, de San Raimondo, de San Sebastiano en de San Domenico.

## Werken
Hierbij een lijst met enkele toegeschreven werken.
- Christus aan het kruis met vier engeltjes en een geknielde Maria Magdalena. Het schilderij zou gebaseerd zijn op een werk van Ventura Salimnei en bevindt zich nu in de Santa Maria Maddalena Penitente van Torrenieri.[1]
- De dood van St. Antonius abt, een kopie door Volti van een werk van Rutilio Manetti. Nu in de Santa Maria Maddalena Penitente van Torrenieri.[1]
- De terugkeer van de Heilige Familie uit Egypte in de Santa Maria Maddalena Penitente van Torrenieri, toegeschreven aan Volpi.[1]
- Elizabeth van Hongarije en Lodewijk van Toulouse in aanbidding voor een Madonna met Kind tussen Franciscus en Clara. Montalcino.[3]
- De marteldood van Catharina van Alexandrië in de lokalen van de Contrada Capitana dell'Onda, Siena.[4]
- Kruisiging in de Chiesa di S. Niccolò del Carmine van de contrada della Pantera
- Heilige Falilie, Santuario della Madonna del Soccorso, Montalcino[5]